# Distretto di Cotaparaco
Il distretto di Cotaparaco è un distretto del Perù nella provincia di Recuay (regione di Ancash) con 603 abitanti al censimento 2007 dei quali 395 urbani e 208 rurali.
È stato istituito fin dall'indipendenza del Perù.